# Peter V. Brett

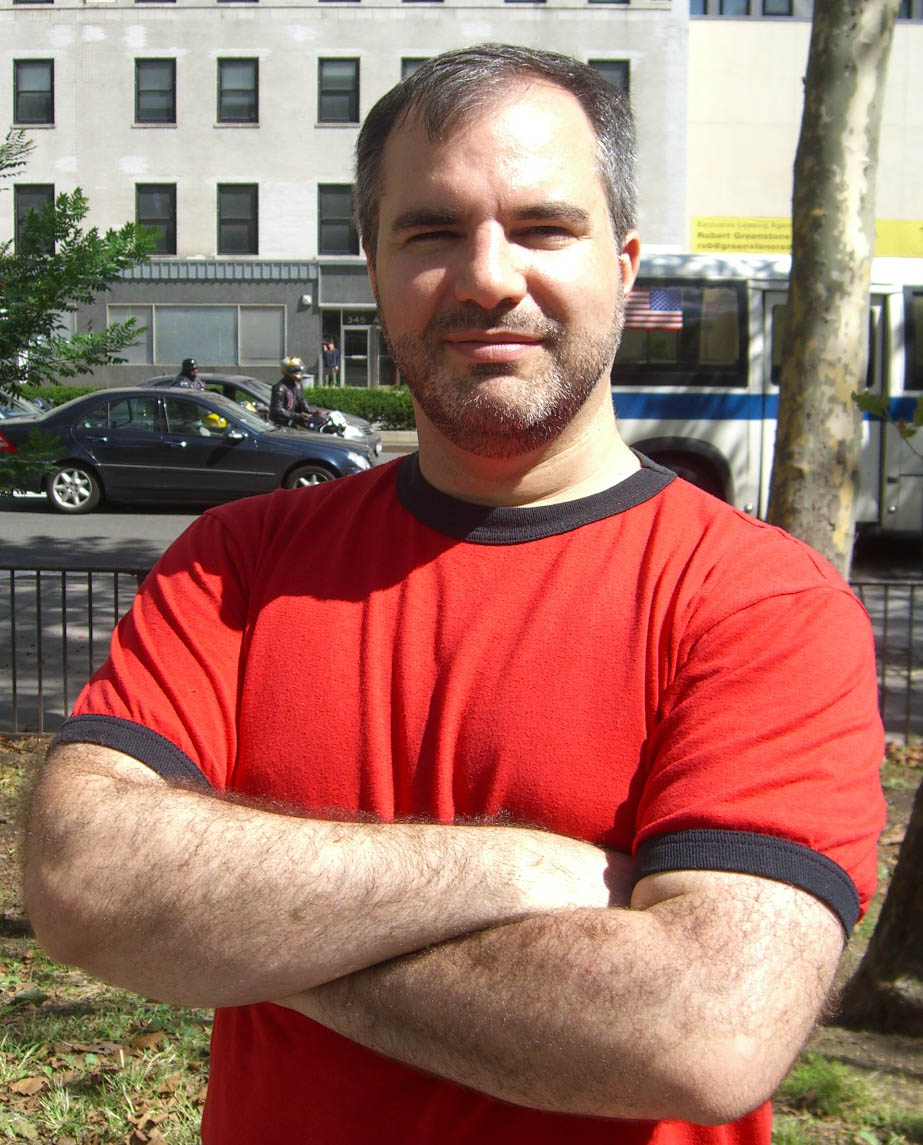
Brett (2009)

Peter V. Brett (8 februari 1973) is een Amerikaans schrijver van fantasy en het meest bekend voor zijn serie Demon, waarvan het eerste deel, The Painted Man (Nederlandse titel: De Getekende), bij HarperCollins in het Verenigd Koninkrijk werd gepubliceerd. In Amerika verspreidde Del Ray Books het boek. 

## Jeugdjaren
Peter Brett ontwikkelde zijn interesse in fantasy in zijn vroege jaren, toen hij genoot van stripverhalen en role playing games. Hij studeerde Engelse literatuur en Kunstgeschiedenis aan de University at Buffalo en studeerde af in 1995. Voor hij fulltime begon met schrijven spendeerde Brett meer dan tien jaar in de farmaceutische publicatie sector. Toch had Brett al enkele verhalen geschreven voor The Painted Man. Hij woont samen met zijn vrouw en dochter in Brooklyn.

## Carrière
Brett schreef het grootste gedeelte van zijn eerste boek, The Painted Man, en een groot stuk van het tweede deel op zijn laptop in een New Yorkse metro. 
Het eerste deel in de Demon Series introduceert een wereld die ooit bewoond werd door een geavanceerde gemeenschap van mensen, maar de door een grootschalige aanval van demonen werd vernietigd. De demonen zijn machtige wezens met magische krachten en verschillende natuurlijke sterktes en kruipen iedere nacht vanonder de aardkorst omhoog om mensen aan te vallen. Het verhaalt concentreert zich vooral op de drie hoofdrolspelers Arlen, Leesha en Rojer, die hun quest beginnen om de duistere demonen te verslaan en de mensheid te redden. Elk personage heeft een ander talent dat zich gedurende het verhaal steeds verder ontwikkelt. 
The Painted Man werd in verschillende talen vertaald, waaronder het Nederlands, Duits, Pools, Portugees, Frans, Spaans en Japans.